# Stobnica (dopływ Iny)
Stobnica – rzeka, lewostronny dopływ Iny o długości 15,4 km i powierzchni zlewni 201,14 km².
Rzeka płynie w województwie zachodniopomorskim, w powiecie choszczeńskim. Wypływa z jeziora Stobno, a następnie płynie na wschód, przepływa przez Choszczno. W Radlicach uchodzi do Stobnicy Wardynka, tu rzeka zmienia bieg na północny i uchodzi do Iny w Stradzewie, na zachód od Recza.